# Diereză
În lingvistică, termenul diereză (cf. fr  diérèse, la  diaeresis, el  διαίρεσις diaíresis „separare”) preluată din retorică, denumește o schimbare fonetică ce constă în transformarea unei silabe în două. La origine este vorba de despărțirea unei silabe care conține un diftong, adică transformarea semivocalei diftongului în vocală și despărțirea acesteia de vocala din diftong. Uneori între cele două vocale se produce un hiat, alteori acesta este evitat prin introducerea între ele a unei semivocale sau a unui stop glotal.
Într-o limbă ca maghiara, în care sunt diftongi numai în câteva împrumuturi, termenul diereză se interpretează în sens larg, aplicându-se și despărțirii unei silabe în două practic prin dublarea ei.
Diereza se opune fenomenului numit sinereză, adică fuziunea într-un diftong sau într-o singură vocală a două vocale din două silabe alăturate.
Diereza este și un procedeu retoric. Implică o intenție expresivă, de exemplu insistență printr-un tempo mai lent al vorbirii, sau obținerea unei silabe în plus pentru ca un vers să aibă numărul de silabe necesar.

## Exemple de diereză
În limba română există diereză ca fenomen morfofonologic în cazul celor câteva substantive terminate în diftong descendent cu semivocala [w], atunci când primesc articolul hotărât, ex. leu [lew] – [le.ul], zeu [zew] – [ze.ul].
Diereza a fost prezentă și în procesul trecerii de la limba latină la română, de exemplu în cazul diftongului latinesc au [aw]. Astfel, cuvântul aurum [ˈaw.rum] a evoluat la aur [ˈa.ur].
Diereza și sinereza pot produce variante de pronunțare a unor cuvinte. Astfel se creează opoziții între varietăți de limbă: între varietatea standard și varietăți regionale, între varietăți regionale diferite, între standard și folosiri individuale ale limbii.
În româna standard, de exemplu, cuvântul reumatism se pronunță cu diereză, adică re-umatism, dar în unele pronunțări individuale din graiurile vestice, pronunțarea este cu sinereză: reu-matism. Există și cuvinte pe care standardul le acceptă și cu diereză, și cu sinereză, ex. deopotrivă [de.o.poˈtri.və] (în tempo lent al pronunțării) sau [de̯o.poˈtri.və] (în tempo rapid).
În limba franceză, distribuția dierezei și sinerezei este regională. De exemplu, cuvintele lion „leu”, buée „abur” și louer „a închiria” se pronunță în general cu diereză în nordul, în estul și în sudul Franței, precum și în Belgia ([liˈɔ̃], [byˈe], [luˈe]), dar la Paris și în vestul Franței este obișnuită sinereza: [ljɔ̃], [bɥe], [lwe]. Standardul prevede în general sinereza, bazându-se în principal pe pronunțarea pariziană, în afară de unele situații în care vocalele sunt precedate de o consoană + r sau l, ex. trouer [tʁuˈe] „a găuri”, fluet [flyˈɛ] „firav”, oublier [ubliˈe] „a uita”. Când diereza este obligatorie, se acceptă introducerea unui [j] înaintea lui [i], eliminându-se astfel hiatul, deci pronunțarea putând fi oublier [ubliˈe] sau [ubliˈje], pays [peˈi] sau [peˈji] „țară”. Diereza poate fi și individuală, chiar și în regiuni unde predomină sinereza.
În maghiară, diereza având ca bază diftongul se aplică în limba comună unor împrumuturi, precum de  Dauer [ˈda.ʊ̯ɐ] „durată” > dauer [dɒ.u.ɛr] „permanent” (ondulare durabilă a părului).

## În versificație
În versificație este aplicată diereza sau sinereza printre procedeele pentru obținerea numărului necesar de silabe în versuri. În versificațiile clasice existau reguli după care puteau fi aplicate diereza și sinereza . De exemplu, în cea franceză se urma tradiția etimologică. Dacă în cuvântul de origine (în special latinesc) era hiat, se aplica diereza, adică se păstrau două silabe. Dacă era o singură vocală din care provine hiatul în franceză, trebuia aplicată sinereza, ca să rămână o singură silabă.
De exemplu, versul Va te purifier dans l’air supérieur (literal „Mergi să te purifici în aerul superior”) (Charles Baudelaire) este un alexandrin, care trebuie să aibă douăsprezece silabe. Conform francezei standard actuale, cuvintele purifier și supérieur au câte trei silabe, cu sinereză în silabele -fier [fje], respectiv -rieur [ʁjœːʁ], dar în acest vers le este aplicată diereza ([fi.e], respectiv [ʁi.œːʁ]), având astfel câte patru silabe, ca să se obțină numărul de douăsprezece. Diereza este aplicată aici conform regulii, căci cuvintele respective au ca etimoane la  purificare, respectiv superior, vocalele în cauză fiind în silabe diferite.
În maghiara din secolul al XIX-lea mai existau unele variante de forme verbale cu și fără diereză în sensul larg al termenului, astăzi arhaice, de exemplu lész vs. leszesz, în limba actuală leszel „vei fi”. Varianta cu diereză se folosea și în versificație pentru cele două silabe, de exemplu:
Mikor látlak, mikor látlak, rózsám? / Mikor leszesz megint közel hozzám? literal „Când te mai văd, când te mai văd, iubito? / Când vei mai fi aproape de mine?” (Sándor Petőfi).